# Menucocelsior
Menucocelsior arriagadai
Genre
Espèce
Menucocelsior (qui signifie « le plus grand de Salitral Ojo del Agua ») est un genre de dinosaures sauropodes titanosauriens de taille moyenne de la formation Allen du  Crétacé supérieur en Argentine. Le type et la seule espèce est Menucocelsior arriagadai.

## Découverte
La région de Salitral Ojo del Agua de Río Negro, en Argentine, abritait toute une faune de sauropodes à la fin du Crétacé. Des matériaux fossiles appartenant à des Saltasaurinae, des Aeolosaurini et d'autres titanosaures ont été découverts. En 2022, Rolando et al. ont désigné un spécimen comme espèce type pour un nouveau taxon de titanosaure, Menucocelsior arriagadai. Le nom générique combine le Mapudungun menuco, qui signifie « point d'eau », une traduction de Ojo del Agua, avec le latin celsior, qui signifie « supérieur » ou « majeur ». Le nom spécifique honore "Beto" Arriagada, le propriétaire du ranch où les découvertes ont été faites.

## Descriptif et classement
L'holotype, MPCN-PV-798, est constitué de dix-sept vertèbres caudales et de plusieurs os appendiculaires : un humérus droit, un péroné gauche et quelques métapodes. La structure et la forme de ces os suggèrent qu'il s'agissait d'un membre des Eutitanosauria, mais pas d'un membre des Colossosauria, Saltasaurinae ou Aeolosaurini. Des matériaux fossiles suggèrent que Menucocelsior mesurait environ 8 m de long.

## Paléoécologie
Menucocelsior vivait dans la formation d'Allen aux côtés d'un certain nombre d'autres titanosaures, y compris le petit Saltasaurinae Rocasaurus et des Saltasaurinae et Aeolosaurini indéterminés, connues à la fois de restes squelettiques et par différents morphotypes d'ostéodermes. Les descripteurs notent qu'un tel assemblage de titanosaures n'est connu nulle part ailleurs dans le monde ; les différents plans corporels des titanosaures leur ont probablement permis d'occuper différentes niches écologiques différentes et de limiter ainsi la concurrence.